# Caterpillar 6090
Der Caterpillar 6090 (bis 2012 RH 400) ist ein Großhydraulikbagger des US-amerikanischen Maschinenbauunternehmens Caterpillar. Er kommt im Tagebau zum Einsatz und gilt aktuell (Stand November 2019) mit einem Einsatzgewicht von 980 Tonnen und einer Leistung von 4570 PS als der größte auf dem Baumaschinenmarkt erhältliche Hydraulikbagger. Größer ist mit einem Einsatzgewicht von 1270 Tonnen nur das Nachfolgemodell 6120 von Caterpillar, bei diesem Hydraulikbagger handelt es sich jedoch gegenwärtig nur um einen Prototyp.

## Geschichte
Ursprünglich wurde er von Orenstein & Koppel (O&K) entwickelt und 1997 vorgestellt. Nach der Übernahme von O&K durch Terex wurde der Bagger auch als Terex RH 400 oder Terex O&K RH 400 bezeichnet (dieser Geschäftsbereich von Terex wurde später durch das Unternehmen Bucyrus übernommen, welches seinerseits mittlerweile im Besitz von Caterpillar ist). Der Produktionsstandort war Dortmund.
Von 2012 bis 2018 wurde dieser Bagger im Bucyrus-Werk in South Milwaukee (Wisconsin) produziert. Ab 2019 wurde die Produktion zurück nach Dortmund verlegt. Die Caterpillar-Konzernführung hatte danach beschlossen, die Produktion nach Asien (Indonesien) zu verlegen und unter anderem das Werk in Dortmund zu schließen, was Ende Juli 2021 vollzogen wurde. Dort wurde er jedoch nie gebaut, sodass die Produktion des 6090 seit der Werksschließung stillgelegt ist.